# Качалов Микола Миколайович
Микола Миколайович Качалов (1916, місто Вязьма Смоленської губернії, тепер Смоленської області, Російська Федерація — ?, Російська Федерація) — радянський державний діяч, будівельник, заступник голови Ради міністрів Російської РФСР. Депутат Верховної ради СРСР 6-го скликання (в 1963—1966 роках).

## Біографія
Трудову діяльність розпочав у 1931 році електромонтером залізничного вузла станції Вязьма.
У 1940 році закінчив Московський інститут інженерів транспорту.
Член ВКП(б).
У 1940—1941 роках — виконроб, начальник будівельної ділянки у Вовковиську Білостоцької (тепер — Гродненської) області Білоруської РСР.
До 1945 року працював на будівництві Туркестано-Сибірської залізниці.
У 1945—1954 роках — на інженерно-технічних та адміністративних посадах на підприємства Народного комісаріату (Міністерства) промисловості будівельних матеріалів РРФСР, на підприємствах Міністерства будівництва підприємств машинобудування СРСР, у будівельних організаціях Міністерства вугільної промисловості східних районів СРСР, Міністерства хімічної промисловості СРСР, Міністерства металургійної промисловості СРСР.
У 1954—1961 роках — інструктор ЦК КПРС; заступник завідувача відділу будівництва ЦК КПРС.
У 1961 — квітні 1963 року — 1-й заступник міністра транспортного будівництва СРСР.
5 квітня 1963 — 10 квітня 1967 року — міністр будівництва Російської РФСР.
Одночасно 5 квітня 1963 — 12 квітня 1967 року — заступник голови Ради міністрів Російської РФСР.
У 1967 — після 1980 року — заступник голови  Державного комітету РМ СРСР у справах будівництва.
Подальша доля невідома.

## Нагороди
- орден Жовтневої Революції (1976)
- три ордени Трудового Червоного Прапора (16.04.1957, 9.09.1961, 25.08.1971)
- медаль «За доблесну працю у Великій Вітчизняній війні 1941—1945 рр.» (1945)
- медаль «У пам'ять 800-річчя Москви» (1948)
- медалі